# Chlorissa approximata
Chlorissa approximata är en fjärilsart som beskrevs av Barend J. Lempke 1949. Chlorissa approximata ingår i släktet Chlorissa och familjen mätare. Inga underarter finns listade i Catalogue of Life.